# Jupiler
Jupiler is een Belgisch pilsbier met een marktaandeel van zo'n 40% (2019) in het eigen land. Het bier wordt gebrouwen door brouwerij Piedbœuf (onderdeel van Anheuser-Busch InBev) in het plaatsje Jupille-sur-Meuse, een deelgemeente van Luik. Het complex ligt aan beide zijden van de spoorlijn Maastricht-Luik.
De naam Jupiler is in 1966 gevormd met het achtervoegsel -er bij de plaatsnaam (zoals in het Duits en soms in het Nederlands een adjectief voor plaatsnamen gevormd wordt, zoals in Aachener of Maastrichter).
Het embleem van Jupiler is altijd al een stier geweest. In 2006 werden zowel de glazen, als de flesjes van Jupiler vernieuwd. Het uiterlijk van het embleem en de lay-out werd lichtjes veranderd (de stier staat nu op zijn 4 poten in plaats van enkel op zijn achterste poten) en de tekst "Jupiler" staat nu verticaal op het drinkglas. De flesjes zijn bruin, deze kleur wordt gebruikt door de brouwer om de nadelige invloed van zonlicht op de kwaliteit van het bier te beperken.
De slogan van Jupiler is "Belgen weten waarom".

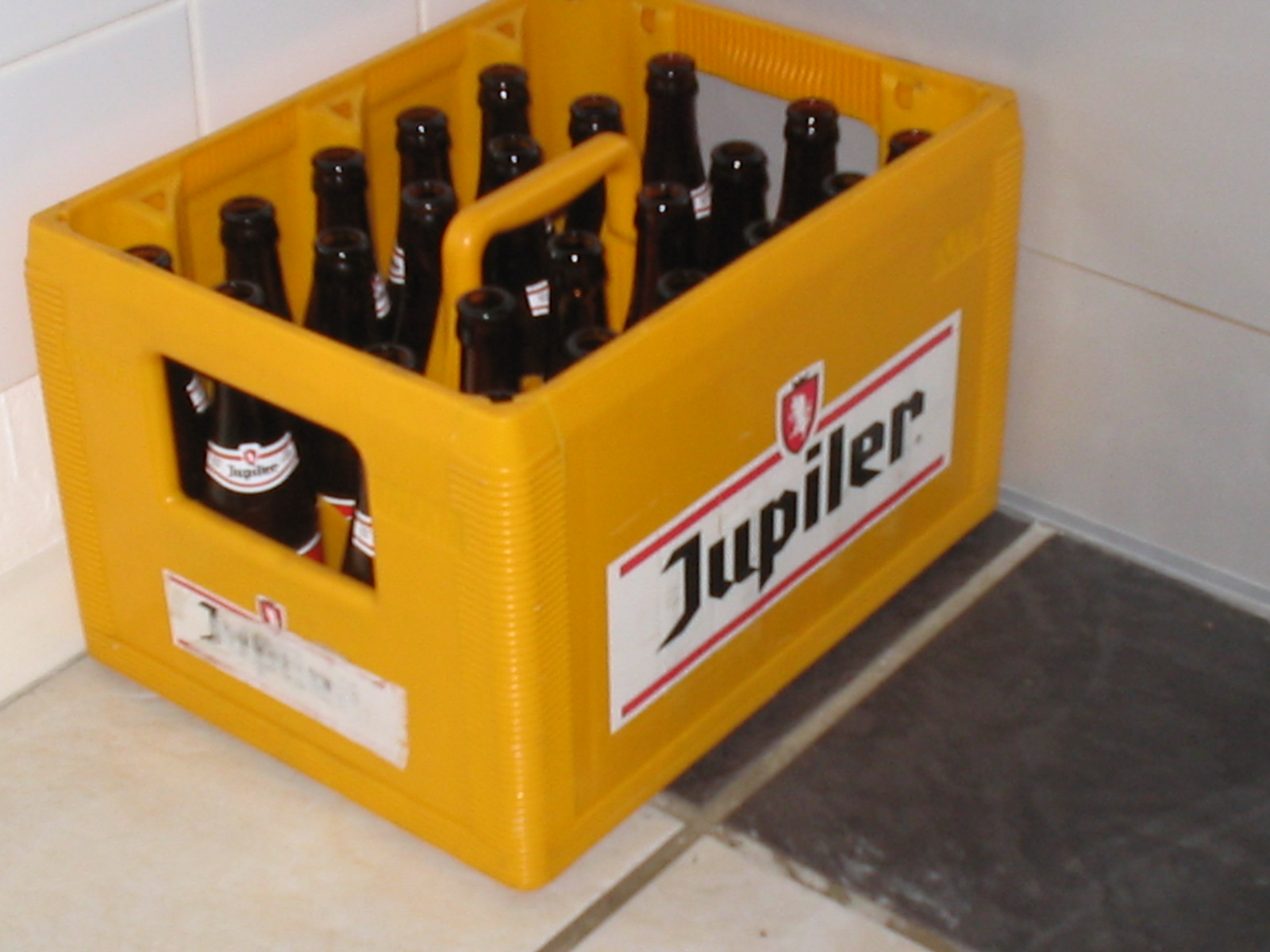
Een bak Jupiler

## Smaak en varianten
- Jupiler heeft een zacht bittere smaak en bevat 5.2% alcohol. Het wordt het best gedronken op een temperatuur van 3 °C, met een flinke schuimkraag.
- Jupiler Blue is een variant op Jupiler en werd in 2006 geïntroduceerd. Deze variant heeft een lager alcoholgehalte van 3,3%, maar behoudt toch de smaak van de originele Jupiler. De variant is bedoeld voor ogenblikken waarop de consument zin heeft in een pilsje, maar de alcohol vreest, zoals tijdens de lunch of bij karweitjes.
- Jupiler Tauro werd in het najaar van 2008 op de markt gebracht. Dit bier heeft een alcoholgehalte van 8,3%. Begin 2012 werd de productie van dit bier stopgezet.
- Jupiler New Tauro werd in maart 2012 gelanceerd. Het is Jupiler Tauro met een verlaagd alcoholpercentage: 6,2%.
- Jupiler N.A was een alcoholarm bier met een alcoholpercentage van 0,5%. Dit bier werd in 2017 vervangen door Jupiler 0,0%.
- Jupiler 0,0% is een alcoholvrij bier dat werd gelanceerd in 2016.
- Jupiler Force was een alcoholvrije gemoute frisdrank[3] die werd gelanceerd in 2011, maar in 2014 weer van de markt werd gehaald wegens gebrek aan belangstelling[4].
- Jupiler Pure Blonde, gelanceerd in 2018, dat minder calorieën bevat dan een gewoon pintje[5]

## Sponsorschap
Jupiler is een belangrijk sponsor van het Belgisch voetbal, zowel van de nationale ploeg de Rode Duivels als van de eerste klasse in het competitievoetbal, die officieel de Jupiler Pro League heet. In Nederland sponsorde Jupiler van 2006 tot 2018 de eerste divisie, die in die periode de Jupiler League heette. Jupiler volgde toen Gouden Gids op. Sinds het seizoen 2012-2013 heeft Jupiler ook een officieel partnership met AFC Ajax. Jupiler was het officiële WK-bier in de Benelux in 2010 en 2014. Op 25 september 2017 werd bekend dat de bierproducent na twaalf seizoenen stopte als naamgever en hoofdsponsor van de eerste divisie. Deze divisie heet sindsdien Keuken Kampioen Divisie.
Op 20 februari 2018 kondigde AB InBev aan dat de naam "Jupiler" gedurende een periode van 5 maanden zal veranderen in de naam "Belgium" en dit ter ere van de Belgische deelname aan het WK-voetbal in 2018.

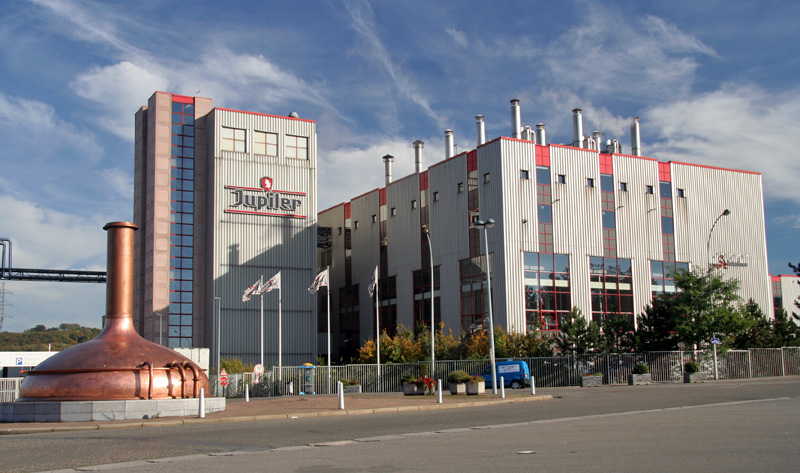
Brouwerij Piedboeuf
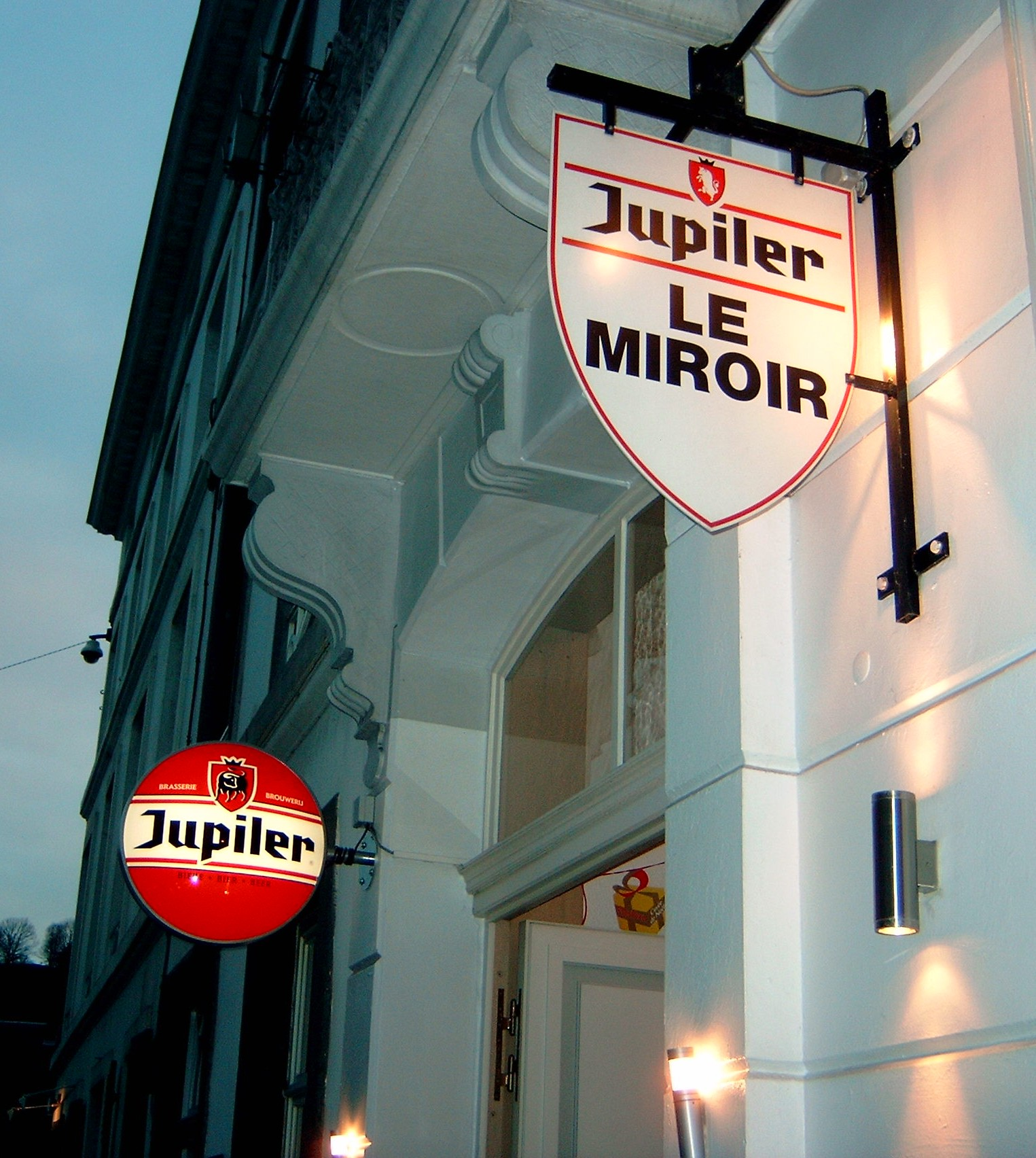
Een Jupiler-café in Namen
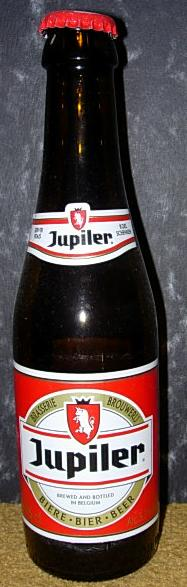
Jupiler-flesje met de oude huisstijl
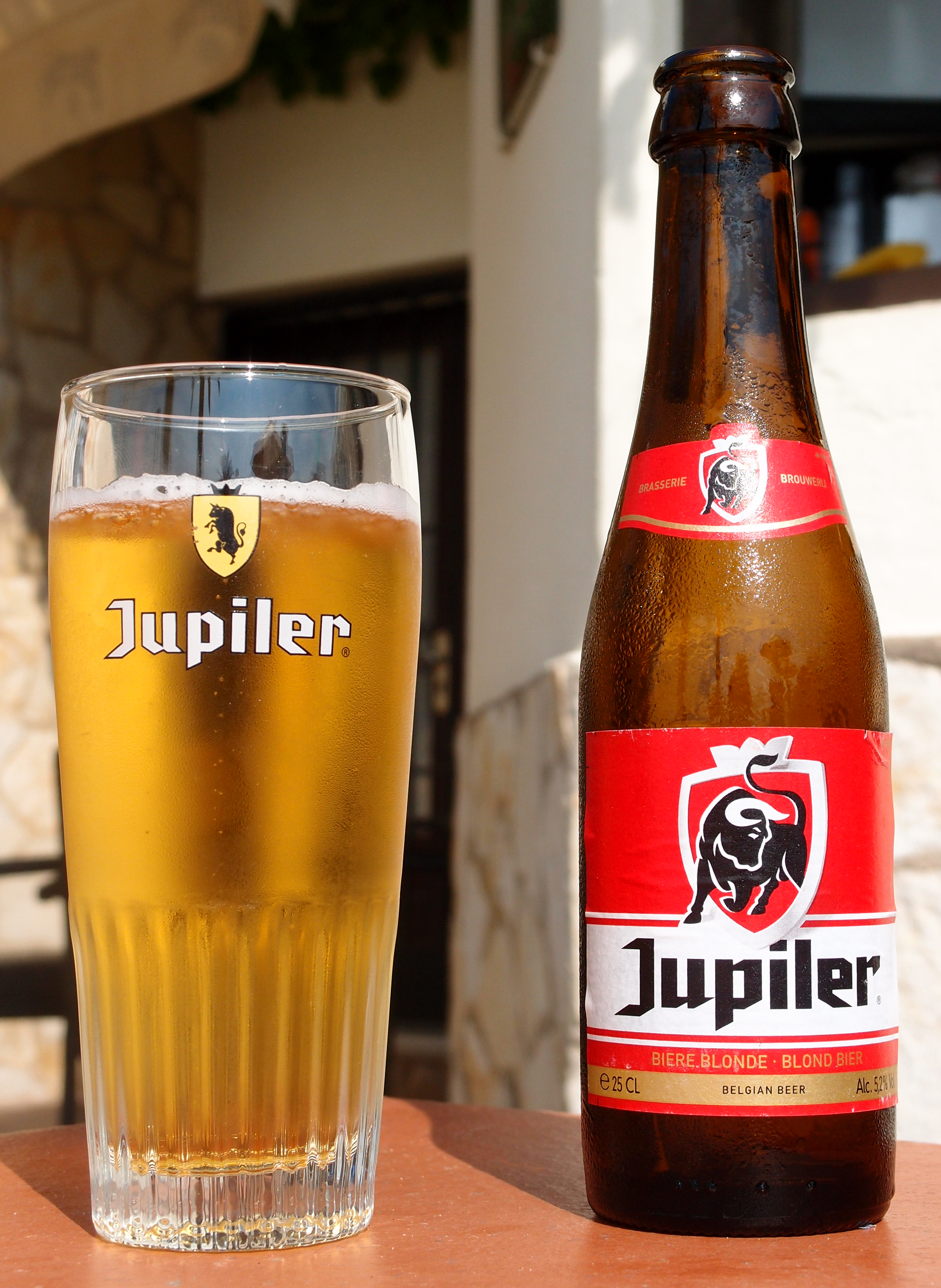
Jupiler-glas met de oude huisstijl en Jupiler-flesje met de nieuwe huisstijl
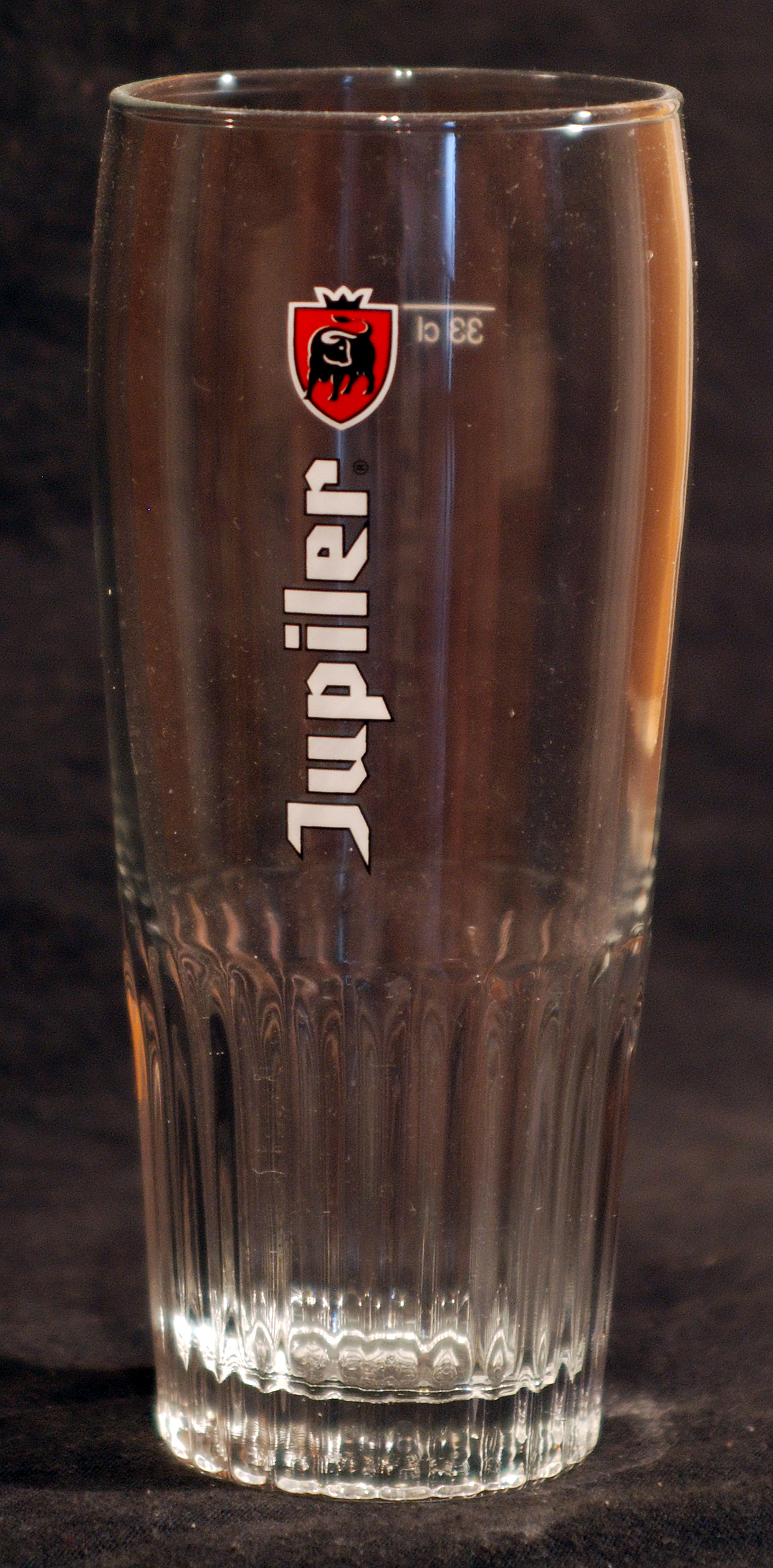
Jupiler-glas met de nieuwe huisstijl